# Gokiso Hachiman-gū
Le Gokiso Hachiman-gū (御器所八幡宮) est un sanctuaire shinto situé dans la ville de Nagoya, préfecture d'Aichi.